# 内容产业
内容产业（英語：Content industry），是一种以数字化技术、多媒体技术和网络技术等为基础，利用信息资源和其他相关资源，创作、开发、分发、销售和消费信息产品与服务的产业。

## 定义
欧盟《Info2000计划》将内容产业界定为“制造、开发、包装和销售信息产品及其服务的产业”，其产品范围包括各种媒介的印刷品（书报杂志等）、电子出版物（联机数据库、音像产品、光盘服务、游戏软件等）和音像传播（影视录像和广播等）。1998年，经济合作与发展组织的专门报告《作为新增长产业的内容》认为内容产业是“主要生产内容的信息和娱乐业所提供的新型服务产业”，具体包括出版和印刷、音乐和电影、广播和影视传播等产业部门。

## 特征
内容产业作为汇集了多种媒体的产业群，具有创新性、交互性、衍生性、集群性、专业化等特征。

## 分类
目前对内容产业的分类方式有很多种。美国目前采用的产业分类标准《北美产业分类标准》于1997年被采用，并分别于2002年、2007年改版。其中提出“信息业”（代码为51）这一新的产业分类，包括出版业、电影和录音业、广播和传播业以及信息服务和数据处理服务业，但并未包含计算机硬件制造等行业（被划归制造业）。这里的“信息业”实质上等同于内容产业。
一般来说，内容产业可分为以下八大领域：
1. 數位遊戲：以資訊硬體平台提供聲光娛樂給予一般消費大眾。例如家用遊戲軟體、個人電腦遊戲軟體、掌上型遊戲軟體或大型遊戲軟體。
2. 電腦動畫：以運用電腦產生製作的連續影像，廣泛應用於娛樂或其他工商業用途。
3. 數位學習：以電腦等終端設備為輔助工具進行線上或離線之學習活動。例如數位學習內容製作、工具軟體、建置服務、學習課程服務。
4. 數位影音應用：以運用數位化拍攝、傳送、播放之數位影音內容。例如傳統影音數位化或數位影音創新應用。
5. 行動內容：以運用行動通訊網路提供數據內容及服務。例如手機簡訊、導航或地理資訊等行動數據服務。
6. 網路服務：以提供網路內容、連線、儲存、傳送、播放之服務。例如網路內容(ICP)、應用服務(ASP)、連線服務(ISP)、網路儲存(IDC)。
7. 內容軟體：以提供數位內容應用服務所需之軟體工具及平台。例如內容工具、平台軟體、內容應用軟體、內容專業服務。
8. 數位出版典藏：例如數位出版、電子書、數位典藏及新聞、數據、圖像等電子資料庫。